# NGC 2949-2
NGC 2949-2 (другие обозначения — ZWG 92.25, PGC 27579) — линзообразная галактика (S0) в созвездии Лев.
Этот объект не входит в число перечисленных в оригинальной редакции «Нового общего каталога» и был добавлен позднее.